# Casafranca
Casafranca es un municipio y localidad española de la provincia de Salamanca, en la comunidad autónoma de Castilla y León. Se integra dentro de la comarca de Guijuelo y la subcomarca de Entresierras (Alto Alagón). Pertenece al partido judicial de Béjar.
Su término municipal está formado por las localidades de Aldeanueva de Campomojado y Casafranca, ocupa una superficie total de 29,61 km² y según los datos demográficos recogidos en el padrón municipal elaborado por el INE en el año 2017, cuenta con 70 habitantes.

## Historia
La fundación de Casafranca se remonta a la repoblación efectuada por el rey de León Alfonso IX a principios del siglo XIII, quedando integrado en el Alfoz de Salvatierra, dentro del Reino de León. Por otro lado, Casafranca fue durante el Antiguo Régimen un anejo de Fuenterroble de Salvatierra, localidad de la que acabó desgajándose y, con la creación de las actuales provincias en 1833, Casafranca quedó integrado en la provincia de Salamanca, dentro de la Región Leonesa.

## Geografía humana

### Demografía
Cuenta con una población de 68 habitantes (INE 2024).
| Gráfica de evolución demográfica de Casafranca entre 1842 y 2021                                                      |
| |
| Población de derecho según los censos de población del INE. Población de hecho según los censos de población del INE. |

Según el Instituto Nacional de Estadística, Casafranca tenía, a 31 de diciembre de 2018, una población total de 68 habitantes, de los cuales 37 eran hombres y 31 mujeres. Respecto al año 2000, el censo refleja 88 habitantes, de los cuales 40 eran hombres y 46 mujeres. Por lo tanto, la pérdida de población en el municipio para el periodo 2000-2018 ha sido de 20 habitantes, un 23% de descenso.
El municipio se divide en dos núcleos de población. De los 68 habitantes que poseía el municipio en 2018, la casi totalidad residía en Casafranca, pues sólo se censaba 1 habitante en la localidad aneja de Aldeanueva de Campomojado.

### Transporte
El municipio está bien comunicado por carretera, siendo atravesado por la SA-212 que une Tamames con Guijuelo en el enlace con la N-630. Desde allí es posible además acceder a la autovía Ruta de la Plata que une Gijón con Sevilla y permite unas comunicaciones más rápidas con el municipio. 
En cuanto al transporte público se refiere, tras el cierre de la ruta ferroviaria de la Vía de la Plata, que pasaba por el municipio de Guijuelo y contaba con estación en el mismo, no existen servicios de tren en el municipio ni en los vecinos, ni tampoco línea regular con servicio de autobús, siendo la estación más cercana la de Guijuelo. Por otro lado el aeropuerto de Salamanca es el más cercano, estando a unos 60 km de distancia.

## Administración y política
| Partido político                         | 2019  | 2019  | 2019       | 2015  | 2015  | 2015       | 2011  | 2011  | 2011       | 2007  | 2007  | 2007       | 2003  | 2003  | 2003       |
| Partido político                         | %     | Votos | Concejales | %     | Votos | Concejales | %     | Votos | Concejales | %     | Votos | Concejales | %     | Votos | Concejales |
| Partido Popular (PP)                     | 78,85 | 41    | 3          | 78,18 | 43    | 3          | 87,04 | 47    | 3          | 98,31 | 58    | 1          | 65,67 | 44    | 1          |
| Partido Socialista Obrero Español (PSOE) | 13,46 | 7     | 0          | 16,36 | 9     | 0          | 3,7   | 2     | 0          | 1,69  | 1     | 0          | 32,84 | 22    | 0          |
| Coalición SI por Salamanca (SI)          | —     | —     | —          | —     | —     | —          | 1,85  | 1     | 0          | —     | —     | —          | —     | —     | —          |